# Collegio di Leigh
Leigh è stato un collegio elettorale situato nella Grande Manchester, nel Nord Ovest dell'Inghilterra, e rappresentato alla Camera dei comuni del Parlamento del Regno Unito. Eleggeva un membro del parlamento con il sistema first-past-the-post, ossia maggioritario a turno unico. Il collegio è stato abolito in occasione della revisione del 2024.

## Estensione
Il collegio era costituito dai seguenti ward elettorali, tutti facenti parte del borgo metropolitano di Wigan: Astley, Mosley Common, Atherleigh, Golborne and Lowton West, Leigh East, Leigh South, Leigh West, Lowton East e Tyldesley.

## Membri del parlamento
| Elezione | Elezione          | Deputato         | Partito          |
| -------- | ----------------- | ---------------- | ---------------- |
|          | 1885              | Caleb Wright     | Liberale         |
| 1895     | C. P. Scott       |                  | Liberale         |
| 1906     | John Brunner      |                  | Liberale         |
| Gen 1910 | Peter Raffan      |                  | Liberale         |
|          | 1922              | Henry Twist      | Laburista        |
| 1923     | Joe Tinker        |                  | Laburista        |
| 1945     | Harold Boardman   |                  | Laburista        |
| 1979     | Lawrence Cunliffe |                  | Laburista        |
| 2001     | Andy Burnham      |                  | Laburista        |
| 2017     | Jo Platt          |                  | Laburista        |
|          | 2019              | James Grundy     | Conservatore     |
|          | 2024              | Collegio abolito | Collegio abolito |

## Elezioni

### Elezioni negli anni 2010
| Partito                    | Partito                                           | Candidato                  | Risultati 12 dicembre 2019 | Risultati 12 dicembre 2019 |
| Partito                    | Partito                                           | Candidato                  | Voti                       | %                          |
| -------------------------- | ------------------------------------------------- | -------------------------- | -------------------------- | -------------------------- |
|                            | Conservatore                                      | James Grundy               | 21 266                     | 45,27                      |
|                            | Laburista                                         | Joanne Platt               | 19 301                     | 41,08                      |
|                            | Brexit                                            | James Melly                | 3 161                      | 6,73                       |
|                            | Lib Dem                                           | Mark Clayton               | 2 252                      | 4,79                       |
|                            | Indipendente                                      | Ann O'Bern                 | 551                        | 1,17                       |
|                            | UKIP                                              | Leon Peters                | 448                        | 0,95                       |
|                            |                                                   |                            |                            |                            |
| Iscritti                   | Iscritti                                          | Iscritti                   | 77 417                     | 100,00                     |
| ↳ Votanti (% su iscritti)  | ↳ Votanti (% su iscritti)                         | ↳ Votanti (% su iscritti)  | 46 979                     | 60,68                      |
| ↳ Astenuti (% su iscritti) | ↳ Astenuti (% su iscritti)                        | ↳ Astenuti (% su iscritti) | 30 438                     | 39,32                      |
|                            |                                                   |                            |                            |                            |
|                            | Esito: collegio passa da Laburista a Conservatore |                            |                            |                            |

| Partito                    | Partito                                | Candidato                  | Risultati 8 giugno 2017 | Risultati 8 giugno 2017 |
| Partito                    | Partito                                | Candidato                  | Voti                    | %                       |
| -------------------------- | -------------------------------------- | -------------------------- | ----------------------- | ----------------------- |
|                            | Laburista                              | Joanne Platt               | 26 347                  | 56,21                   |
|                            | Conservatore                           | James Grundy               | 16 793                  | 35,83                   |
|                            | UKIP                                   | Mark Bradley               | 2 783                   | 5,94                    |
|                            | Lib Dem                                | Richard Kilpatrick         | 951                     | 2,03                    |
|                            |                                        |                            |                         |                         |
| Iscritti                   | Iscritti                               | Iscritti                   | 76 386                  | 100,00                  |
| ↳ Votanti (% su iscritti)  | ↳ Votanti (% su iscritti)              | ↳ Votanti (% su iscritti)  | 46 978                  | 61,50                   |
| ↳ Astenuti (% su iscritti) | ↳ Astenuti (% su iscritti)             | ↳ Astenuti (% su iscritti) | 29 408                  | 38,50                   |
|                            |                                        |                            |                         |                         |
|                            | Esito: collegio confermato a Laburista |                            |                         |                         |

| Partito                    | Partito                                | Candidato                  | Risultati 7 maggio 2015 | Risultati 7 maggio 2015 |
| Partito                    | Partito                                | Candidato                  | Voti                    | %                       |
| -------------------------- | -------------------------------------- | -------------------------- | ----------------------- | ----------------------- |
|                            | Laburista                              | Andy Burnham               | 24 312                  | 53,88                   |
|                            | Conservatore                           | Louisa Townson             | 10 216                  | 22,64                   |
|                            | UKIP                                   | Les Leggett                | 8 903                   | 19,73                   |
|                            | Lib Dem                                | Bill Winlow                | 1 150                   | 2,55                    |
|                            | TUSC                                   | Stephen Hall               | 542                     | 1,20                    |
|                            |                                        |                            |                         |                         |
| Iscritti                   | Iscritti                               | Iscritti                   | 75 964                  | 100,00                  |
| ↳ Votanti (% su iscritti)  | ↳ Votanti (% su iscritti)              | ↳ Votanti (% su iscritti)  | 45 123                  | 59,40                   |
| ↳ Astenuti (% su iscritti) | ↳ Astenuti (% su iscritti)             | ↳ Astenuti (% su iscritti) | 30 841                  | 40,60                   |
|                            |                                        |                            |                         |                         |
|                            | Esito: collegio confermato a Laburista |                            |                         |                         |

| Partito                    | Partito                                | Candidato                  | Risultati 6 maggio 2010 | Risultati 6 maggio 2010 |
| Partito                    | Partito                                | Candidato                  | Voti                    | %                       |
| -------------------------- | -------------------------------------- | -------------------------- | ----------------------- | ----------------------- |
|                            | Laburista                              | Andy Burnham               | 21 295                  | 48,04                   |
|                            | Conservatore                           | Shazia Awan                | 9 284                   | 20,94                   |
|                            | Lib Dem                                | Chris Blackburn            | 8 049                   | 18,16                   |
|                            | BNP                                    | Gary Chadwick              | 2 724                   | 6,14                    |
|                            | UKIP                                   | Mary Lavelle               | 1 535                   | 3,46                    |
|                            | Indipendente                           | Norman Bradbury            | 988                     | 2,23                    |
|                            | Indipendente                           | Terry Dainty               | 320                     | 0,72                    |
|                            | Cristiano                              | Ryan Hessell               | 137                     | 0,31                    |
|                            |                                        |                            |                         |                         |
| Iscritti                   | Iscritti                               | Iscritti                   | 71 503                  | 100,00                  |
| ↳ Votanti (% su iscritti)  | ↳ Votanti (% su iscritti)              | ↳ Votanti (% su iscritti)  | 44 332                  | 62,00                   |
| ↳ Astenuti (% su iscritti) | ↳ Astenuti (% su iscritti)             | ↳ Astenuti (% su iscritti) | 27 171                  | 38,00                   |
|                            |                                        |                            |                         |                         |
|                            | Esito: collegio confermato a Laburista |                            |                         |                         |

### Elezioni negli anni 2000
| Partito                    | Partito                                | Candidato                  | Risultati 5 maggio 2005 | Risultati 5 maggio 2005 |
| Partito                    | Partito                                | Candidato                  | Voti                    | %                       |
| -------------------------- | -------------------------------------- | -------------------------- | ----------------------- | ----------------------- |
|                            | Laburista                              | Andy Burnham               | 23 097                  | 63,31                   |
|                            | Conservatore                           | Laurance Wedderburn        | 5 825                   | 15,97                   |
|                            | Lib Dem                                | Dave Crowther              | 4 962                   | 13,60                   |
|                            | Community Action                       | Ian Franzen                | 2 185                   | 5,99                    |
|                            | Legalise Cannabis                      | Thomas Hampson             | 415                     | 1,14                    |
|                            |                                        |                            |                         |                         |
| Iscritti                   | Iscritti                               | Iscritti                   | 72 532                  | 100,00                  |
| ↳ Votanti (% su iscritti)  | ↳ Votanti (% su iscritti)              | ↳ Votanti (% su iscritti)  | 36 484                  | 50,30                   |
| ↳ Astenuti (% su iscritti) | ↳ Astenuti (% su iscritti)             | ↳ Astenuti (% su iscritti) | 36 048                  | 49,70                   |
|                            |                                        |                            |                         |                         |
|                            | Esito: collegio confermato a Laburista |                            |                         |                         |

| Partito                    | Partito                                | Candidato                  | Risultati 7 giugno 2001 | Risultati 7 giugno 2001 |
| Partito                    | Partito                                | Candidato                  | Voti                    | %                       |
| -------------------------- | -------------------------------------- | -------------------------- | ----------------------- | ----------------------- |
|                            | Laburista                              | Andy Burnham               | 22 783                  | 64,54                   |
|                            | Conservatore                           | Andrew Oxley               | 6 421                   | 18,19                   |
|                            | Lib Dem                                | Ray Atkins                 | 4 524                   | 12,82                   |
|                            | Laburista Socialista                   | William Kelly              | 820                     | 2,32                    |
|                            | UKIP                                   | Chris Best                 | 750                     | 2,12                    |
|                            |                                        |                            |                         |                         |
| Iscritti                   | Iscritti                               | Iscritti                   | 71 022                  | 100,00                  |
| ↳ Votanti (% su iscritti)  | ↳ Votanti (% su iscritti)              | ↳ Votanti (% su iscritti)  | 35 298                  | 49,70                   |
| ↳ Astenuti (% su iscritti) | ↳ Astenuti (% su iscritti)             | ↳ Astenuti (% su iscritti) | 35 724                  | 50,30                   |
|                            |                                        |                            |                         |                         |
|                            | Esito: collegio confermato a Laburista |                            |                         |                         |

## Risultati dei referendum

### Referendum sulla permanenza del Regno Unito nell'Unione europea del 2016
|             | Collegio | Lasciare UE % | Rimanere in UE % |
| ----------- | -------- | ------------- | ---------------- |
|             | Leigh    | 63,4%         | 36,6%            |
| Inghilterra | 53,3%    | 46,7%         |                  |
| Regno Unito | 51,9%    | 48,1%         |                  |